# نيشا كاليما
نيشا كاليما (بالإنجليزية: Nisha Kalema)‏ (من مواليد 1993) هي مُمثلة ومُنتجة وكاتبة سيناريو أوغندية. حصلت نيشا على 3 جوائز لأفضل ممثلة في دورات 2015 و2016 و2018 من حفل توزيع جوائز مهرجان أوغندا السينمائي عن أدوارها غرايس في فيلم «الخياط» وأميليا في فيلم «الحُرية» وفيرونيكا في فيلم أمنية فيرونيكا على التوالي.

## مسارها التعليمي وحياتها الشخصية
درست كاليما في مدارس سانت تشارلز لوانغا الابتدائية في ماتوغا، ومدرسة أكسفورد الإسلامية الثانوية، ومدرسة كاويمبي الإسلامية، ومدرسة كالينابيري الثانوية، وأتمت شهادة المُستوى الأول (بالإنجليزية: A-level)‏ في مدرسة كمبالا الثانوية في عام 2009. حصلت كاليما سنة 2013 على دبلوم في الصحافة والكتابة الإبداعية لاحقًا من معهد بوغندا الملكي للأعمال والتعليم التقني.

## أعمالها
| عام  | عُنوان العمل بالعربية | العُنوان الأصلي للعمل | الدور     | ملاحظات                                                           |
| ---- | -------------------- | -------------------- | --------- | ----------------------------------------------------------------- |
| 2014 | شُنق من أجل الحب      | Hanged For Love      | جاكي      |                                                                   |
| 2014 | غالز حول المدينة     | Galz About Town      | كلارا     |                                                                   |
| 2015 | الخياط               | The Tailor           | غرايس     | فازت بجائزة أفضل مُمثلة في حفل توزيع جوائز مهرجان أوغندا السينمائي |
| 2016 | الحرية               | Freedom              | اميليا    | فازت بجائزة أفضل مُمثلة في حفل توزيع جوائز مهرجان أوغندا السينمائي |
| 2016 | الابن الوحيد         | The Only Son         | ديانا     |                                                                   |
| 2016 | الأوغندي بولوك       | Ugandan Pollock      | لي كراسنر |                                                                   |
| 2016 | منحوس                | Jinxed               | بروسي     |                                                                   |
| 2018 | أمنية فيرونيكا       | Veronica's Wish      | فيرونيكا  | فازت بجائزة أفضل مُمثلة في حفل توزيع جوائز مهرجان أوغندا السينمائي |

| عام  | عُنوان العمل بالعربية | العُنوان الأصلي للعمل | الدور | ملاحظات                 |
| ---- | -------------------- | -------------------- | ----- | ----------------------- |
| 2014 | لا يُمكن أن يكون      | It Can’t Be          |       | مُسلسلات WBS التلفزيونية |
| 2016 | يات ماديت            | Yat Madit            |       |                         |

| عام  | عُنوان العمل بالعربية | العُنوان الأصلي للعمل | الدور   | ملاحظات                 |
| ---- | -------------------- | -------------------- | ------- | ----------------------- |
| 2017 | الحُرية               | Freedom              | إيميليا | مهرجان إدنبرة فرينج     |
| 2017 | الحُرية               | Freedom              | إيميليا | مركز بيرني غرانت للفنون |

## الجوائز والترشيحات
| السنة | العمل          | حفل توزيع الجوائز                | الفئة                               | النتيجة | مراجع       |
| ----- | -------------- | -------------------------------- | ----------------------------------- | ------- | ----------- |
| 2015  | الخياط         | جوائز مهرجان أوغندا السينمائي    | أفضل ممثلة                          | فوز     | [ 5 ]       |
| 2016  | الحرية         | جوائز مهرجان أوغندا السينمائي    | أفضل ممثلة                          | فوز     | [ 6 ] [ 7 ] |
| 2018  | أمنية فيرونيكا | جوائز مهرجان أوغندا السينمائي    | أفضل ممثلة                          | فوز     | [ 8 ]       |
| 2018  | أمنية فيرونيكا | جوائز مهرجان أوغندا السينمائي    | أفضل سيناريو                        | فوز     |             |
| 2018  | أمنية فيرونيكا | جوائز مهرجان أوغندا السينمائي    | أفضل فيلم روائي طويل                | فوز     |             |
| 2019  | أمنية فيرونيكا | مهرجان مشاريكي للسينما الأفريقية | أفضل فيلم روائي طويل من شرق أفريقيا | رُشِّح     | [ 9 ]       |

## روابط خارجية
نيشا كاليما على موقع IMDb (الإنجليزية)